# Médaille de la Ville de Paris
La médaille de la Ville de Paris est une récompense créée en 1911 et attribuée par le maire de Paris sur proposition d'élus du Conseil de Paris ou d'associations. Il existe cinq échelons : Bronze, Argent, Or, Vermeil et Grand Vermeil.

## Présentation
Elle récompense les personnes qui ont accompli un « acte remarquable concernant la capitale » mais est aussi décernée systématiquement aux Parisiens centenaires et aux couples célébrant leurs noces d'or (50 ans), de diamant (60 ans), de platine (70 ans), d'albâtre (75 ans) ou de chêne (80 ans). Elle a été également décernée, par exemple, aux supporters irlandais pour leur comportement pendant l'Euro 2016, par Anne Hidalgo, sur une suggestion de Guy Drut, l'ancien ministre des Sports et membre du Comité international olympique.

## Description
La médaille représente la nef du blason de Paris, accompagnée de la devise de la ville, Fluctuat nec mergitur, et des récompenses reçues par la ville : la Légion d'honneur, la croix de guerre 1914–1918 et la croix de la Libération.

## Galerie

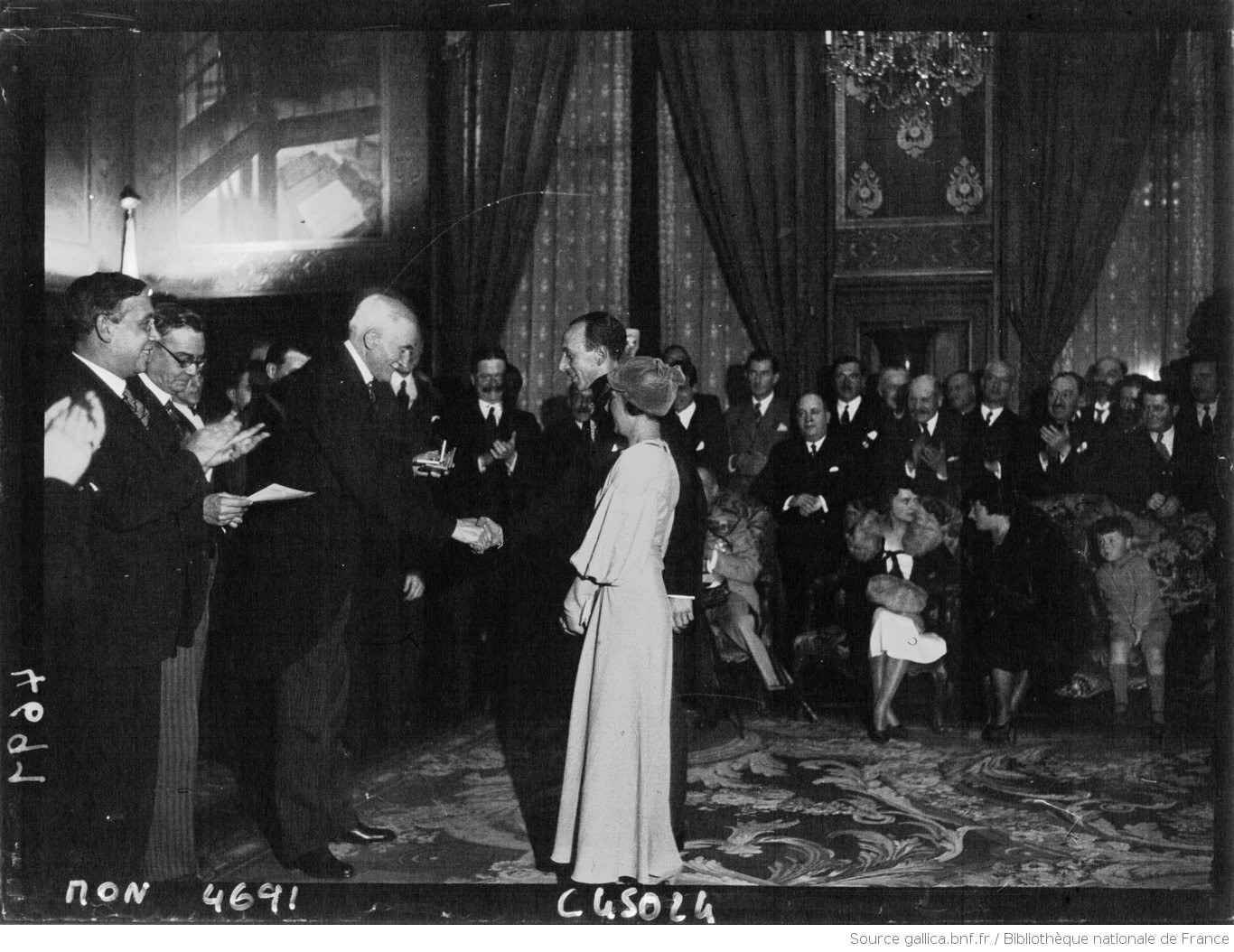
Maurice de Fontenay, président du Conseil de Paris, remet la médaille au couple Joly-Brunet lors d'une réception des athlètes olympiques français à l'hôtel de ville en 1932.
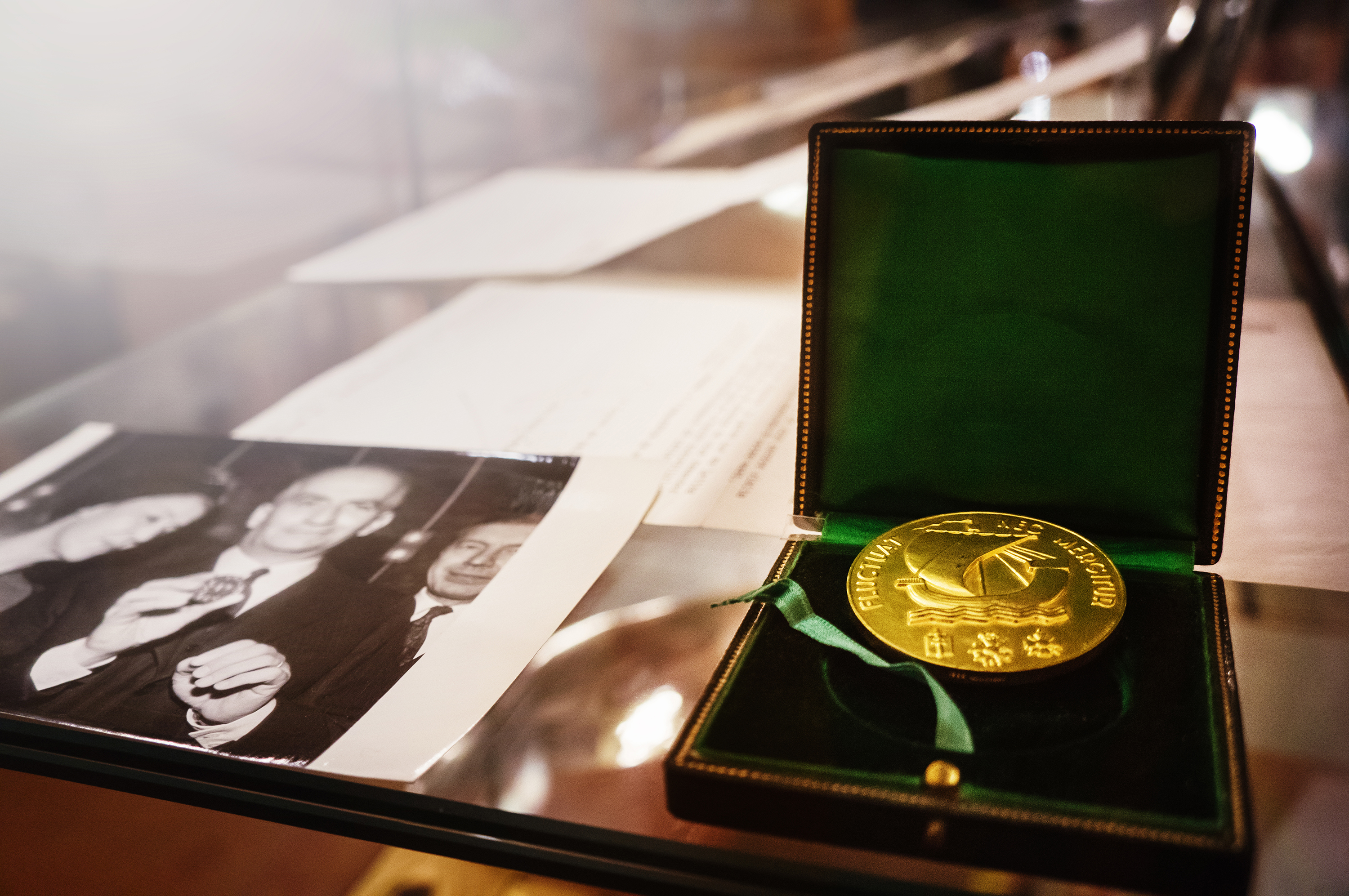
Médaille Vermeil de la Ville de Paris, attribuée à Louis de Funès en 1970.
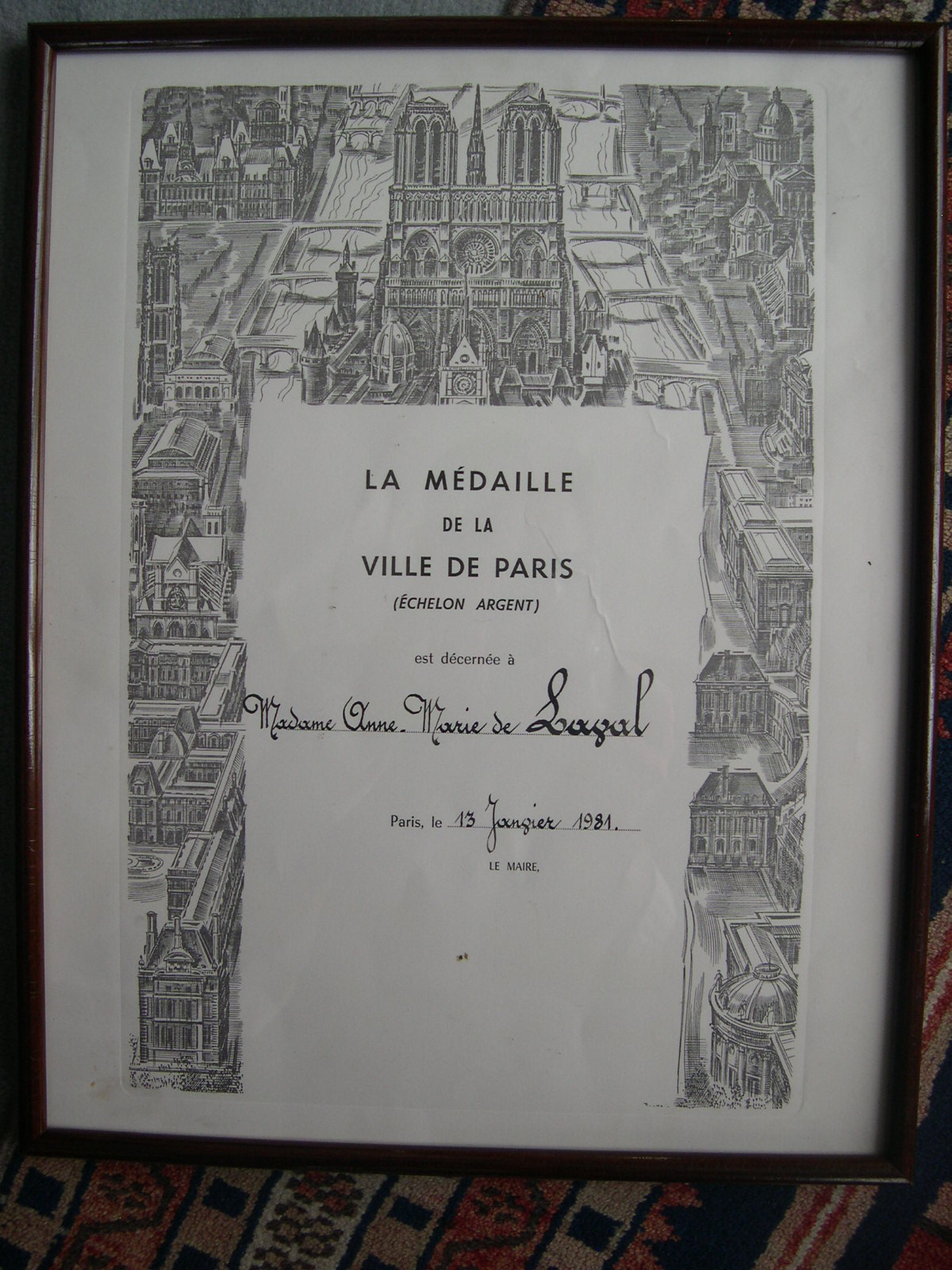
Diplôme de la médaille Argent de la Ville de Paris, attribuée à Anne-Marie de Laval en 1981.